# O Homem Domado
O Homem Domado (em alemão:  Der Dressierte Mann) é um livro de 1971 da autora Esther Vilar, também lançado em 1972 no Brasil pela editora Nórdica, em versão traduzida em português. Em Portugal foi disponibilizado sob o título O Homem Subjugado, pela Editorial Futura.
A ideia principal por trás do livro é de que as mulheres não são oprimidas pelos homens, mas os controlam em um relacionamento que é vantajoso para elas, algo que a maioria dos homens não se dá conta.

## Repercussão
Segundo pesquisa do Instituto do Livro Espanhol, o livro (em versão traduzida em espanhol, sob o título "El Varón Domado" (em português: 'O Varão Domado') figurou em terceiro lugar na lista dos dez mais vendidos na Espanha no ano de 1975.

## Sinopse
Algumas das estratégias das mulheres descritas no livro são:
- Atrair homens com sexo, usando estratégias de sedução. Entre as suas famosas citações, ela menciona que:

Os homens foram treinados e condicionados pelas mulheres, assim como  Pavlov condicionou seus cães,  para se transformarem  em seus escravos. Como compensação por seus trabalhos, podem usar periodicamente suas vaginas.— Esther Vilar, O Homem Domado
O livro sustenta que garotos são encorajados a serem sexualmente desinibidos e associar sua masculinidade com a habilidade de se tornarem sexualmente íntimos de uma mulher. Garotas, no entanto, seriam criadas para serem sexualmente inibidas e treinadas para acreditar que sua autoimagem é negativamente afetada pela intimidade sexual com os homens. Como resultado, garotas cresceriam em um ambiente onde os homens estão ativa e abertamente desejando sexo, enquanto mulheres não estão. Uma mulher, portanto, se fortaleceria para ser a guardiã para o senso de masculinidade do homem.
Esther argumenta que garotos são também desencorajados de praticar a masturbação pela imposição de culpa e vergonha (isto é: "Eu acho que você vai pra casa brincar com suas mãos hoje"), enquanto garotas não enfrentariam emoções negativas com a masturbação. Esta forma de castidade emocional seria uma tentativa de fazer com que os homens fugissem da masturbação como forma de liberação sexual, e procurá-la exclusivamente com mulheres. O motivo para esta tentativa seria advindo do fato de que a "intimidade sexual" (desejo masculino) estaria em uma baixa prioridade nos "recursos de segurança" (desejo feminino). No entanto, a "liberação sexual" estaria numa prioridade maior do que ambos. Portanto, tratar-se-ia de uma tentativa de transferir o poder de homens para mulheres limitando-se a liberação sexual masculina através da mulher exclusivamente.
Esther descreve como declarações aparentemente inócuas agiriam como meios para as mulheres de condicionalmente se engajarem em intimidades sexuais ou como recompensa ou punição para bons e maus comportamentos; ao invés de apenas satisfazer as necessidades de um parceiro. E que as mulheres afirmam que poderão fazer sexo quando "estiverem com vontade", mas não conseguirão quando estiverem "sem vontade". No entanto, estas declarações seriam mais claramente observadas como equivalentes à "quando você se comportar como eu quiser, então estarei com vontade e você será recompensado com sexo" e "quando você não se comportar da maneira que eu queira, eu não terei vontade e você será punido com minha retenção de sexo." Portanto, eles simplesmente agiriam como meios de controlar o parceiro e condicionar seu comportamento para atender às suas necessidades.
- Usar o elogio para controlar homens administrando-o com cuidado.

O livro descreve que é um método utilizado desde muito cedo, em que homens seriam condicionados por garotas e suas mães para se conformar às definições sociais e normas pelas quais as mulheres constroem com suas necessidades em mente. Estas definições teriam um elemento em comum; elas ultrapassariam a noção de uma garota ser emocionalmente e fisicamente mais fraca que um garoto, e um homem ser mais forte que uma mulher. Como resultado, elas usariam essa desculpa para permitir à mulher construir regras entre os sexos que satisfaçam as suas necessidades enquanto ignorassem quaisquer necessidades masculinas.
Esther procede ressaltando o exemplo mais comum de estratégia, o do cavalheirismo, etiquetas de namoros e modos; todas exigiriam que um homem satisfizesse exclusivamente os desejos das mulheres enquanto ignorasse seus próprios. De um homem seria esperado que abordasse primeiro uma mulher, iniciasse um namoro, e iniciasse um contato íntimo maior enquanto suportasse todo o risco de rejeição. Também seria esperado de um homem arcar com os custos do namoro e manter a relação, ajudar a mulher a sair do carro, abrir sua porta, levar seu casaco, puxar sua cadeira, ajudá-la a sentar, andar atrás dela enquanto subir as escadas para a hipótese dela cair, andar na faixa da calçada, e ajudá-la em outras coisas que ela poderia normalmente fazer. Quando um homem faria isso, ele seria recompensado com elogio por ser chamado de um "cavalheiro", ou "educado", e "saber como tratar uma mulher". Contudo, quando ele deixasse de satisfazer exclusivamente suas necessidades, ele não seria elogiado, e em algumas situações até mesmo repreendido e vilipendiado.
Quando um homem sacrificasse sua vida pessoal e suas paixões para que sua esposa fique em casa enquanto ele trabalhasse para fornecer os custos de uma casa por conta própria, ele seria recompensado com elogio sendo chamado de "bom marido". No entanto, se o homem fosse fazer o mesmo que a mulher, ele seria chamado de "um perdedor" ou "vagabundo preguiçoso".
Quando um homem ajudasse com o fardo das tarefas diárias e a criação dos filhos, ele seria chamado de "bom pai". Mas se ele fosse o único pai que trabalha e não ajudasse com os filhos, seria chamado de "mau pai".
O elogio nunca seria oferecido a um homem quando ele conseguisse algo que não satisfaz os desejos das mulheres. O elogio só seria dado a um homem quando as necessidades das mulheres fossem atendidas de alguma forma. Do contrário, qualquer atividade que não satisfaça os desejos delas não seria digna de ser elogiada.
- Usar chantagem emocional como meio de controlar os homens.

O livro discute como garotos são desencorajados de chorar, e aprendem a controlar suas lágrimas desde muito cedo. Quando um evento faz com que um homem chore, é porque a reação emocional tornaria impossível para ele controlar suas lágrimas. No entanto, garotas não seriam desencorajadas de chorar, e poderiam controlar suas lágrimas da mesma forma que uma pessoa pode controlar sua bexiga quando sente vontade de urinar. Portanto, quando homens observassem extrema emoção em mulheres, eles acreditariam que essa emoção fosse real, ao contrário de artificial (atuação/fingimento).
Esther explica que, como resultado, mulheres iriam frequentemente dedicar-se a demonstrações de reações emocionais excessivamente dramatizadas para tentar controlar homens e conseguirem o que desejam; da mesma forma que teriam feito como crianças quando eram meninas. Estas demonstrações incluiriam chorar, lamentar, gritar, insistir, e se tornar distante e calada até que suas vontades fossem satisfeitas.
Do mesmo modo, mulheres frequentemente iriam tentar e fazer com que um homem se sentisse mal, envergonhado ou culpado por um comportamento que a mulher não concordasse. Por exemplo, se um homem não concordasse com suas regras de namoro, ela poderia chamá-lo de "babaca" ou classificá-lo como "mesquinho". Ela poderia tentar vilipendiá-lo e fazer com que ele se sentisse mal sobre sua sexualidade. E iria repreendê-lo por ver outras mulheres, mas iria fazê-lo esperar e "aguardar até que ela estivesse pronta" antes que eles fizessem sexo.
Esta seria uma tentativa de se certificar que o homem não tivesse outras maneiras de obter sexo ou intimidade sexual além dela, e então, para deixá-lo sexualmente faminto e usar o sexo como recompensa para um bom comportamento; como ao dizer "Eu te amo" ou tornar o relacionamento oficial e outros atos de compromisso. A mulher poderia ainda dizer a ele que possui uma regra de um mês, e se ele não concordasse com ela, que "ele não a respeita"; isso a permitiria ignorar seus desejos e se livrar de qualquer pressão para respeitá-lo.
O livro descreve como mulheres também irão fazer valer um senso de superioridade moral sobre os homens em uma tentativa de sugerir que todas as coisas femininas estão corretas e todas as masculinas estão erradas. Referências à tendências violentas de alguns poucos homens seriam usadas para suportar tal argumento. No entanto, um exame cuidadoso da população inteira masculina claramente deixaria de emprestar apoio a um argumento que se suporta somente em uma escolha seletiva.
Uma observação geral da população inteira feminina, por outro lado, mostraria a perversão do sexo como uma ferramenta a ser usada em uma maneira similar à de uma prostituta, egoísta, com intenções e motivos egocêntricos, falta de cuidado ou consideração por seu parceiro romântico, uma repugnante falta de empatia e amor, preguiça, falta de ambições genuínas e de sede por criatividade e conhecimento. Contudo, os homens seriam condicionados de uma idade tenra a concordar com a visão de que as mulheres pertencem ao "sexo frágil".
- Uso de amor e romance como um pretexto para disfarçar suas intenções e motivos reais.

O livro expôe que as mulheres irão frequentemente se referir à tradição e conceitos como amor e romance para fazer com que os homens atendam às suas exigências. Já que conceitos como amor e romance seriam associados com "bondade" e "moralidade", enquanto o sexo seria rotulado como "ruim", "sujo" e "imoral"; as mulheres condicionariam os homens para considerarem as necessidades femininas como prioridades inquestionáveis, enquanto veriam o sexo como um favor que as mulheres fazem aos homens.
E declara que uma mulher irá querer que um homem seja exclusivo dela em um relacionamento, não porque ela se importe em perdê-lo para outra, mas porque ela quisesse ter controle mais fácil dele. As declarações condicionais que mulheres fazem seriam projetadas para serem inquestionáveis, para soarem moralmente aceitáveis, e agiriam como uma máscara das suas intenções reais sob o pretexto do amor. "Se você me ama, então não fará sexo com outra mulher". Ela não estaria interessada em exclusividade tanto quanto ser a única que ele pode se voltar para obter sexo e intimidade sexual. Se as ações do homem fizessem com que este controle fossse enfraquecido, ela faria com que ele se sentisse culpado ao fingir que ele a feriu emocionalmente e o rotularia como "traidor".
Esther também menciona que homens também são treinados desde cedo para verem o casamento como objetivo definitivo de qualquer relacionamento. No entanto, um homem não teria nada a ganhar de um casamento. Seria no final das contas algo não dissecado pelos homens, o porquê eles deveriam se sentir orgulhosos em pedir a uma mulher para que se case com eles. As mulheres simplesmente afirmariam que é o gesto definitivo de um verdadeiro amor, e que nada mais poderia ser romântico. Em um esforço para agradar as mulheres e satisfazer a felicidade delas, os homens sentiriam um forte desejo de se casarem. Contudo, os objetivos das mulheres seriam, na realidade, diferentes.
Finalmente, o livro descreve que o casamento é simplesmente uma maneira de fazer com que seja praticamente impossível para um (homem) trabalhador deixá-la, e permite à mulher não mais ter qualquer esforço em tentar mantê-lo em volta. O objetivo da mulher seria o direito legal para metade dos seus bens e salário, e apoio financeiro para as crianças se o homem decidir deixá-la. Quando homens tentassem satisfazer o desejo romântico delas para o casamento sob o pretexto do amor mas tentassem isolar apenas o amor e nenhum aspecto financeiro ou legal envolvido (isto é, sem um contrato pré-nupcial), uma mulher sempre faria objeção. E faria tudo na medida do possível para se esconder sob a farsa do amor e romance, alegando: "se você realmente me ama, não precisaria disso" e "não é romântico, não tem essa de meu e seu, apenas nosso". Contudo, suas intenções seriam qualquer coisa, menos românticas. A mulher estaria atrás de segurança, a financeira e a legal que um casamento sem contrato pré-nupcial forneceria a ela.

## Críticas
O Homem Domado se tornou bastante popular na época de seu lançamento, em parte devido à considerável cobertura da imprensa que obteve.
Esther também apareceu no programa The Tonight Show em 21 de Fevereiro de 1973 para discutir o livro. Em 1975 ela foi convidada para um debate televisivo pela WDR com a escritora feminista Alice Schwarzer. O debate foi controverso, em particular devido à alta agressividade. Em dado momento  Alice alegou que  Esther  era: "Não apenas sexista, mas fascista",  comparando seu livro com o semanário nazista Der Stürmer".
Segundo a autora, as controvérsias em torno do livro teriam levado a mesma a receber ameaças de morte. Comparando-se à experiência de Salman Rushdie, ela relatou ter recebido décadas de desprezo:

Eu não imaginei o quanto me encontraria isolada após escrever este livro. Nem previ as consequências que teria para os meus subsequentes trabalhos e mesmo para minha vida privada - ameaças violentas ainda não cessaram até este momento.

## Trabalhos selecionados
- Vilar, Esther (1998). The Manipulated Man. [S.l.]: Pinter & Martin. ISBN 0-9530964-2-4

## Disponibilidade na Amazon
O livro foi removido tanto na forma impressa como digital da Amazon, embora a edição original em alemão (Der Dressierte Mann) e outras obras da autora ainda estejam disponíveis em 31 de julho de 2021. Nem a Amazon nem a editora (Pinter & Martin pelo menos nos Estados Unidos) explicaram publicamente as razões da remoção. A livraria tem sido criticada por banir publicações que trazem conteúdos controversos.